# Dodë Tahiri
Dodë Tahiri (ur. 27 listopada 1918 w Pecaju, zm. 28 maja 1988 w Mladenovacu) – albański bramkarz i trener piłkarski, w 1946 roku reprezentant Albanii. Uważany jest za jednego z pierwszych albańskich piłkarzy, którzy grali w jugosłowiańskich klubach piłkarskich.

## Życiorys
Urodził się 27 listopada 1918 roku we wsi Pecaj w gminie Shalë. W 1938 roku Tahiri przeniósł się do leżącego w Jugosławii miasta Lazarevac, gdzie grał w miejscowym klubie Bashan Lazarevac. Rok później został przeniesiony do klubu FK Šumadija Aranđelovac, w którym grał do 1941 roku.
Podczas II wojny światowej przebywał w Albanii i w trakcie niemieckiej okupacji działał w ruchu oporu. W lutym 1944 roku Tahiri wraz ze swoim kolegą został przyłapany przez okupantów na posiadaniu nielegalnej broni, oprócz znalezionej broni Tahiri miał też ukryty granat. W trakcie gdy Niemcy prowadzili ich na Gestapo, Tahiri upuścił granat i, choć został ranny, to w zamieszaniu udało im się uciec.
W latach 1945–1946 grał w klubie KF Vllaznia, który wówczas dwukrotnie zdobył tytuł mistrza Albanii. W 1946 roku Tahiri trzykrotnie wystąpił w reprezentacji Albanii, następnie wrócił do Jugosławii, gdzie grał dla Budućnosti Titograd. W 1948 roku po zerwaniu relacji albańsko-jugosłowiańskich Tahiri postanowił nie wracać do Albanii; w tymże roku powrócił do Šumadiji, następnie do 1953 roku grał dla klubu 19 Shtatori, a do 1956 był jego trenerem. Po ślubie przeniósł się do Mladenovaca, a w latach 1961-1962 i 1964 ponownie pełnił funkcję trenera Šumadiji Aranđelovac. Mieszkał następnie w Niemczech Zachodnich, a potem przeniósł się do Stanów Zjednoczonych, gdzie w 1981 roku założył w Detroit własny klub o nazwie KF Vllaznia.
Zmarł 28 maja 1988 roku w Mladenovacu, gdzie następnie został pochowany.

## Życie prywatne
Jego ojcem był Tahir Xhuri, natomiast matka zmarła w młodym wieku; Dodë Tahiri był więc wychowywany przez pochodzącą z Podgoricy macochę. Miał dwie siostry.
Był żonaty.